# گورستان چاویز
قبرستان چاویز مربوط به دوره نوسنگی است و در شهرستان ایلام، بخش سیوان، دهستان میشخاص، ۵۰۰ متری جنوب روستای چاویز واقع شده و این اثر در تاریخ ۲۶ اسفند ۱۳۸۶ با شمارهٔ ثبت ۲۲۱۳۹ به‌عنوان یکی از آثار ملی ایران به ثبت رسیده است.